# コスモノート・ウラジーミル・コマロフ
コスモノート・ウラジーミル・コマロフ（ロシア語: Космонавт Владимир Комаров）はソビエト連邦の衛星追跡船。ソ連での公称船種は調査船。船名は、ソユーズ1号の事故で殉職した宇宙飛行士ウラジーミル・コマロフに因む。

## 建造
宇宙ロケットの打ち上げや人工衛星、宇宙船の管制、制御、通信のためには、これらを追跡して距離や軌道の半径、方向、速度を測定し、情報の受信や指令の送信、通信を中継する設備が必要である。 しかし、海外領土が無く比較的高緯度にあるソ連は、ソ連上空以外での追跡や通信に著しい制限を受けた。こうした通信設備を搭載した船舶として、ベリャエフ級貨物船を改装したボロヴィチ級衛星追跡船が4隻整備された。しかし、これらは人工衛星の追跡や情報・指令を送受信する能力は有していたが、人工衛星の距離や速度の測定、宇宙飛行士と通信する能力は有していなかった。また、満載排水量7,600tの比較的小柄な船舶のため、外洋で静止したまま追跡や通信を行うことが難しく、低水準の能力しか無かった。
そこで、大西洋での衛星追跡を行い、大規模な設備を有する衛星追跡船が求められ、ヘルソン造船所で1966年10月18日に竣工して、ソ連-キューバ航路に就役していたポルタヴァ級貨物船「ゲニチェスク（Геническ）」を改装することが決定した。1967年1月、「ゲニチェスク」はレニングラード（現・サンクトペテルブルク）のバルチック造船所で衛星追跡船への改装が始まった。4月24日にソユーズ1号の事故が発生し、殉職した宇宙飛行士ウラジーミル・ミハイロヴィチ・コマロフを称えて、その名を冠することが決まった。「コスモノート・ウラジーミル・コマロフ」は8月1日に試験を終えて完成した。

## 設計
「コスモノート・ウラジーミル・コマロフ」の設計は、1946年から1970年にレニングラードで設計事務所の所長を務めたアレキサンドル・ミハイロフを主務者に行われた。

### 船体
ベースとなったポルタヴァ級貨物船（計画名：595計画）は、1962年から1967年の間にソ連商船隊に20隻、国外向けに30隻建造された一般貨物船である。「コスモノート・ウラジーミル・コマロフ」は、43の実験室と観測機器の搭載スペースを確保するために、船体の高さを2.5m増やして船首楼と船尾楼を結合する大規模な上構を有した。トップヘビーとなった船体の安定を保つために、船体の幅を2.7m拡張した。また、測定中も最大風速20m/sで15分間は±6°の水平を維持できるジャイロスタビライザーを搭載した。
電力は、通信設備用の2,400KW発電機と、船内設備用の900KW発電機が供給した。実験室と居住区、共用区画にはエアコンが設置され、零下20℃から摂氏30℃の外気温でも、船内の気温を約20℃に維持することができた。長期間の航海のために、ディーゼル燃料9,000リットルと発電機用燃料5,500リットル、潤滑油86リットル、清水320tを積載した。

### 電子装備
追跡・通信用のアンテナは合計40基を搭載した。最大のものは、2基の直径8m、重さ28tのパラボラアンテナである。これらのパラボラアンテナは、液体窒素を用いた冷却装置を備えた光パラメトリック増幅器により、月の近距離までの送受信が可能だった。この2基に加えて、直径2.1m、重さ18tの「シップ・ホイール」パラボラアンテナは、人工衛星や宇宙船の追跡を行い、軌道修正の信号を送信した。3基のパラボラアンテナは、2軸のスタビライザーで安定化されていた。また、強風や雨雪、塩分からの保護と観測時の安定性向上のために、大小（直径18m・重さ20t、「シップ・ホイール」は直径7.5m、重さ2t）のガラス繊維製で、撥水電波透過塗料を塗布したレドームが被せられた。レドームの上部は取り外し可能で、アンテナの修理や交換を容易にしていた。また、高出力の送信設備は強力な高周波が発するため、上構は電波を遮蔽するようになっており、電波発信中は警報器が作動した。さらに、送信設備の電波が互いに干渉しないように、大形のアンテナは離れて配置され、特に2基のVチューブ短波アンテナはマストの頂部に配置された。全ての送信用アンテナは一元管理され、電波の送信・停止を制御するようになっていた。

## 運用

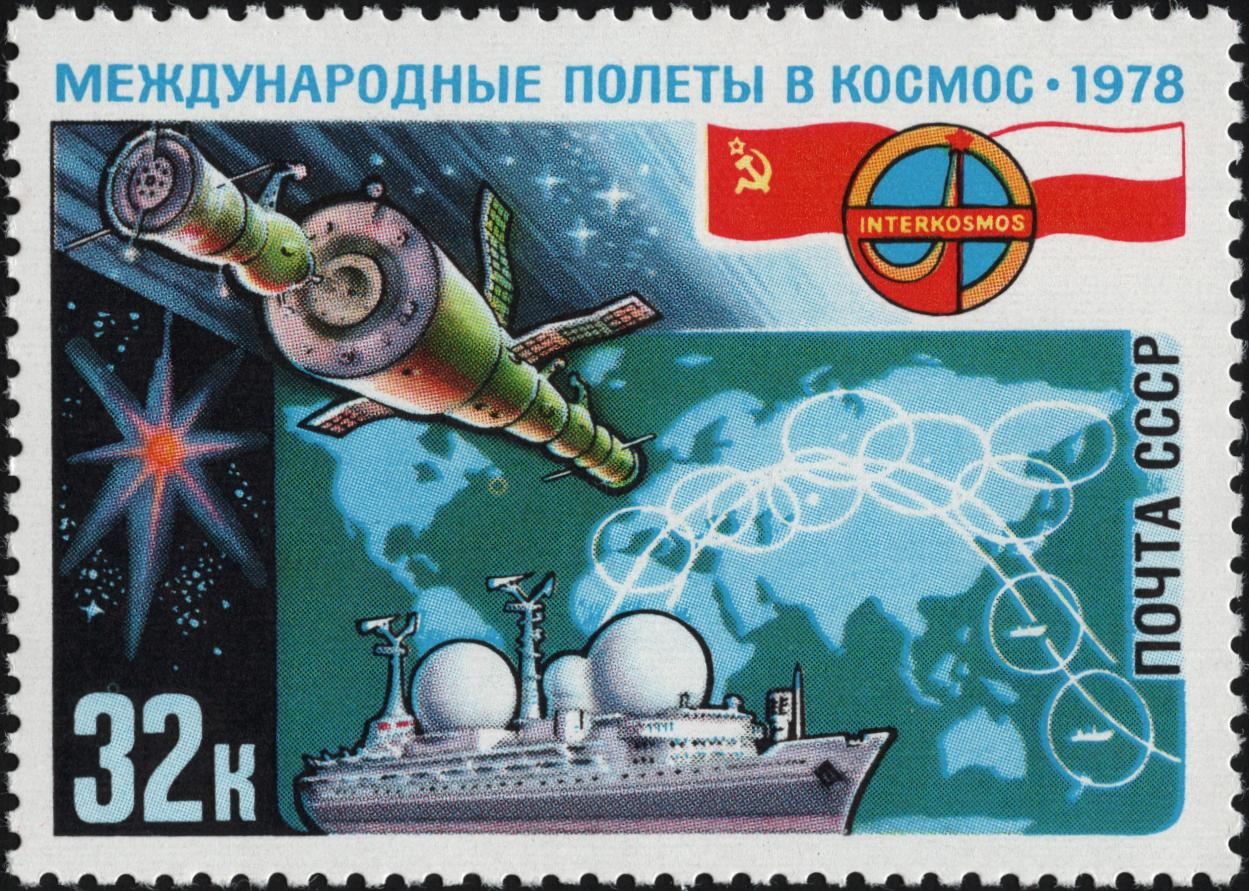
サリュート6号とソユーズ30号、「コスモノート・ウラジーミル・コマロフ」をあしらったインターコスモス記念32コペイカ切手（1978年）

「コスモノート・ウラジーミル・コマロフ」は、8月1日にレニングラードで海上試験を終えて、定係港のオデッサへの最初の長距離航海に出発した。オデッサに入港した「コスモノート・ウラジーミル・コマロフ」は、黒海船舶公社に引き渡された。
約22年間の運航で、「コスモノート・ウラジーミル・コマロフ」は1ヶ月から11ヶ月の航海を27回実施した。このうち13年間は目的地までの純粋な航海で、その総航行距離は700,000浬に及んだ。追跡や通信中継に加わった宇宙船は多岐にわたり、月面有人飛行計画（ ゾンド4号・ゾンド5号）やソユーズ宇宙船、プログレス宇宙船、宇宙ステーション「サリュート」・「ミール」、ベネラ計画やベガ計画といった惑星探査機が挙げられる。
1989年5月22日、「コスモノート・ウラジーミル・コマロフ」は最後の航海を終えてオデッサに帰港した。バルト海に移され、科学調査船に改装される予定だったが、ソビエト連邦の崩壊を経て、「コスモノート・ウラジーミル・コマロフ」は他の衛星追跡船に先駆けて退役した。1994年、「コスモノート・ウラジーミル・コマロフ」はスクラップとして売却され、インドのグジャラート州アランで1994年11月3日までに解体された。